# Ernest Berenguer i Pou
Ernest Berenguer i Pou (Mollet del Vallès, 16 d'abril de 1897- 11 de maig de 1992) fou un músic, compositor, director d'orquestra i corals català.

## Biografia
S'inicià al món de la música amb només set anys de la mà de les germanes de Sant Josep de Cluny de Mollet, primera congregació religiosa que es va instal·lar a Mollet, que impartien classes d'harmònium i solfeig. Complementà els seus coneixements musicals amb les lliçons de Jacint Llargués, mestre de Santa Perpètua de Mogoda.
Va ser alumne del mestre i escriptor molletà Vicenç Plantada i Fonolleda.
Com a instrumentista, destacà per tocar el piano i l'harmònium a les esglésies parroquials de Mollet, Sant Fost i Parets del Vallès en les quals també va ser, en diferents èpoques, director dels seus cors parroquials. Va ser pianista del cafè Can Castells des d'on va passar a l'Ateneu per fer l'acompanyament musical de les pel·lícules del cinema mut fins que arribaren les pel·lícules sonores.
Tot i treballar a la fàbrica i guanyar-se un sobresou sent músic, destacà per la creació del Quintet de ball de Mollet, anomenat El Capullo així com de la banda de música anomenada Banda Obrera Molletense. També dirigí les formacions corals de: El Clavell i Els Cantaires. Pel que fa la composició destacar la música que escriví per a ball, també de ball tradicional, com el Ball de Gitanes, animació de festes i cançons catalanes. També va compondre sardanes per cobla com: En Ramón Petit, Enjogassada, Enamorada, Recordança, El Rossinyol, Terra nostra, Purificació, Amorosa, Seductora, Roser.